# Estanganhola
A Estanganhola é um lugar do concelho de Rio Maior separado em 2 freguesias: a de São Sebastião e a de Rio Maior.
A Estanganhola é atravessada pela Estrada Nacional 361.
As suas ruas são: Estrada de Alcanede (EN 361), Rua da Cerâmica, Travessa da Azenha, Rua do Cabeço do Marco, Rua Manuel Santana Carvalho (direcção Casal Dourado e São Sebastião).
O Lugar é atravessado pelo Rio do Penegral, que divide a Estanganhola em duas freguesias. A zona a oeste do rio pertence a Rio Maior e a zona a este pertence a São Sebastião.
Na Estanganhola há uma fábrica de transformação de mármores num sítio chamado Chainça (a norte do lugar) e uma serralharia.

## Curiosidades
- Uma atleta olímpica portuguesa é originária da Estanganhola.
- Manuel Santana Carvalho desapareceu na guerra em África.
- Neste lugar em tempos houve uma fábrica de tijolo e telha e uma azenha.
- Quando foi da construção da Barragem de Castelo de Bode no Rio Zêzere, a ponte sobre o Rio do Penegral teve de ser reforçada para permitir a passagem dos camiões que levavam os materiais necessários para a grande obra do Estado Novo. Nesse dia a população do que é hoje a Freguesia de São Sebastião foi em grande parte assistir à passagem dos ditos camiões.
- Um popular entrevistado por Fernando Pessa, nos anos 70, referiu ter visto na zona da Estanganhola o célebre leão de Rio Maior, o que veio a confirmar-se ser verídico.

## Informações úteis
- Ao longo da estrada nacional 361 na Estanganhola não há rede de telemóveis
- No restaurante Petisqueira Pinheiro há uma caixa de correio para enviar cartas

## Códigos postais
- para a parte pertencente à freguesia de São Sebastião: 2040-492 SÃO SEBASTIÃO
- para a parte pertencente à freguesia de Rio Maior: 2040-088 RIO MAIOR

## Restaurantes
- Petisqueira Pinheiro, Estrada de Alcanede